# The House of the Lost Court
The House of the Lost Court è un film muto del 1915 diretto da Charles Brabin che si basa su The House of the Lost Court, romanzo di A.M. Williamson pubblicato nel 1908.

## Trama
Il matrimonio di Elinore Vane con suo fratello Paul, amareggia il giovane signore di Whitehall Manor, Sir Anthony Elliott, che era stato il fidanzato segreto di Elinore. L'uomo, deluso, decide di lasciare il suo paese per andare in America, rifiutando però più volte di portare con sé Nina Desmond, una donna che vorrebbe seguirlo a ogni costo. Quando Elinore, maltrattata dal marito, gli chiede di riprenderla con sé, Anthony rifiuta. L'ex fidanzata, allora, si suicida pugnalandosi. Tutti credono che sia un omicidio e che il colpevole sia proprio Anthony. Nina, che ha visto come sono andate effettivamente le cose, ricatta Anthony che se vorrà che lei testimoni, dovrà poi portarla in America. Di nuovo, Anthony rifiuta. Al processo, il giovane aristocratico viene condannato all'impiccagione, ma il giorno dopo, viene trovato cadavere nella sua cella.
Sono passati cinque anni. Paul, che adesso vive a Montecarlo insieme a Nina, spera di ottenere del denaro dalle nuove inquiline di Whitehall Manor, la signora Edgerton, una ricca americana, e sua figlia Dolores. Quest'ultima scopre un giorno Anthony, che vive da cinque anni nel castello in una stanza segreta. Lui le racconta che sua madre, dopo la sentenza, l'aveva aiutato a inscenare una morte apparente facendolo bere una pozione. Dolores, che si è innamorata di lui, riesce a ottenere la confessione di Nina che, finalmente, scagiona Anthony, riabilitandolo.

## Produzione
Il film fu prodotto dalla Edison Company.

## Distribuzione
Distribuita dalla Paramount Pictures, la pellicola uscì nelle sale cinematografiche statunitensi il 6 maggio 1915. Fu il primo lungometraggio della Edison che non venne presentato nel circuito delle sale attraverso la distribuzione della compagnia che fino a quel momento aveva usato la General Film Company.